# Muslimská výkonná rada Belgie

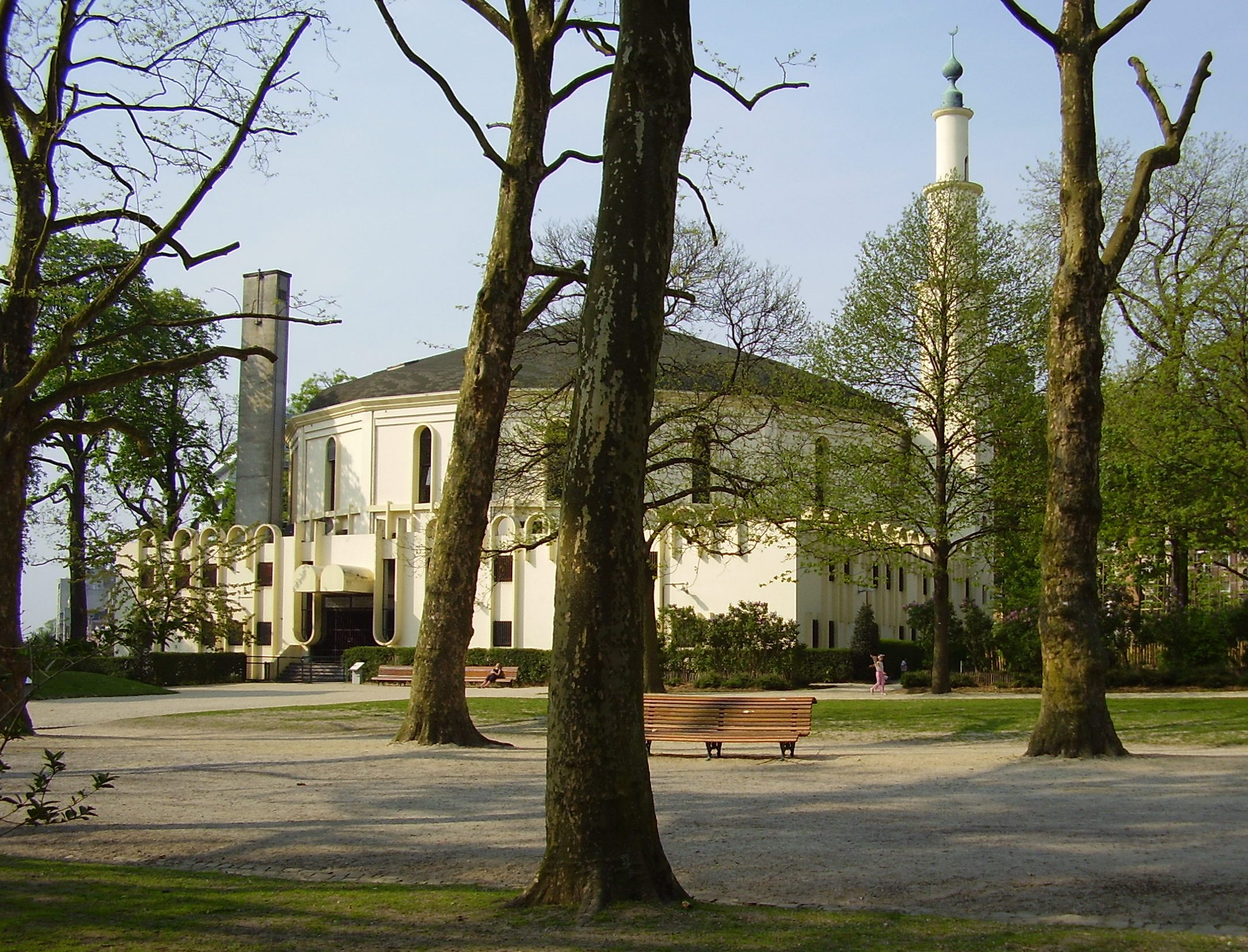
Velká bruselská mešita

Muslimská výkonná rada Belgie (nizozemsky De Belgische Moslim Executief, francouzsky L'Exécutif des musulmans de Belgique, německy Exekutive der Muslime Belgiens) je ústřední výkonná rada belgických muslimů, působící jako prostředník mezi těmito muslimy a federální belgickou vládou v rámci belgických zákonů, uznávajících islám jako belgickým státem podporované náboženství. Vznikla v roce 1996. Současným předsedou je Noureddine Smaili.